# Principado de Reuss-Gera
Principado de Reuss-Gera (em alemão:  Fürstentum Reuß-Gera), era um estado soberano na Alemanha moderna, governado por membros da Casa de Reuss. Os Condes de Reuss, de Gera, de Schleiz, de Lobenstein, de Köstritz e de Ebersdorf, se tornaram príncipes em 1806, e eles e seus sucessores reinantes tinham o título de Príncipe de Reuss-Gera.